# Glen Clark

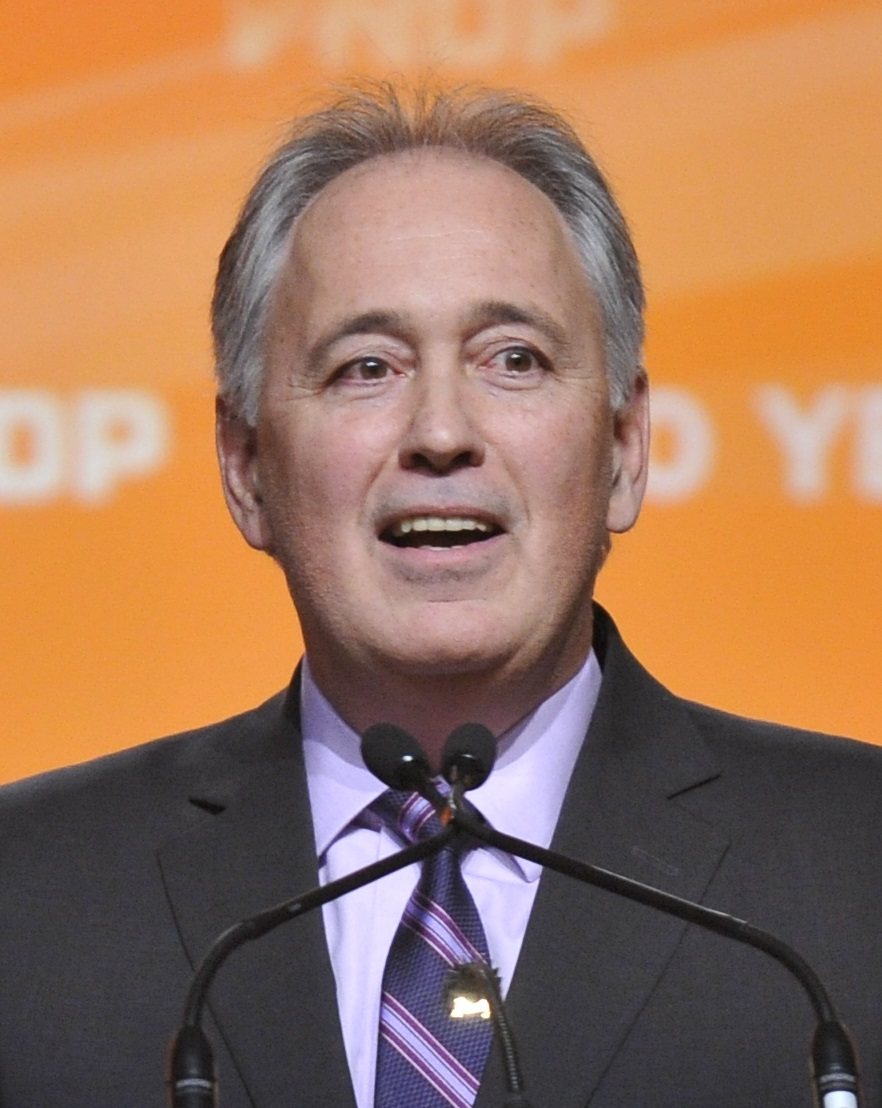
Glen Clark (2011)

Glen David Clark (* 22. November 1957 in Nanaimo) ist ein kanadischer Politiker. Er war vom 22. Februar 1996 bis zum 25. August 1999 Premierminister der Provinz British Columbia und Vorsitzender der British Columbia New Democratic Party (NDP).

## Biografie
Clark studierte Politikwissenschaft an der Simon Fraser University und an der University of British Columbia. Beruflich war er als Gewerkschaftsaktivist im Lower Mainland tätig. Bei den Wahlen zur Legislativversammlung von British Columbia im September 1986 wurde er als Abgeordneter des Wahlbezirks Vancouver East gewählt. Nach dem Wahlsieg der NDP im Oktober 1991 ernannte ihn Premierminister Michael Harcourt zum Finanzminister. 1993 wechselte er ins Ministerium für Arbeit und Investitionen.
Am 22. Februar 1996 trat Harcourt zurück: Obwohl er nicht darin verwickelt gewesen war, übernahm er damit die Verantwortung für die „Bingogate“-Affäre, bei der ein Parteimitglied die Einnahmen eines Wohltätigkeits-Bingos in die Parteikasse hatte fließen lassen. Clark wurde zum neuen Parteivorsitzenden bestimmt und übernahm das Amt des Premierministers. Die NDP gewann die Wahlen im Mai 1996 äußerst knapp: Sie erzielte insgesamt weniger Stimmen als die British Columbia Liberal Party, konnte aber sechs Sitze mehr erringen und dadurch eine knappe Mehrheit halten.
In Clarks Regierungszeit fällt das „fast ferry fiasco“ (Schnellfährenfiasko). Um die Schiffbauindustrie zu fördern, gab die Regierung den Bau neuer Katamarane für die staatliche Fährgesellschaft BC Ferries in Auftrag. Massive Kostenüberschreitungen und zahlreiche technische Probleme überschatteten den Bau der Schiffe. Clarks Weigerung, das Investitionsprogramm zu streichen, führte zu öffentlicher Kritik und zu einem massiven Popularitätsverlust der NDP. Ein weiterer Skandal betraf das Budget. Kurz nach den Wahlen 1996 enthüllten die Medien, dass die Zahlen manipuliert worden waren, um während des Wahlkampfes einen kleinen Überschuss präsentieren zu können. Nach den Wahlen gab die Regierung zu, dass die Provinz in Wahrheit ein großes Defizit erwirtschaftet hatte. Darüber hinaus befand sich British Columbia in einer Wirtschaftskrise.
Clark trat am 25. August 1999 überraschend zurück, nachdem er beschuldigt worden war, als Gegenleistung für die Bewilligung einer Casinolizenz von seinem Nachbarn Dimitrios Pilarinos eine Gratisrenovation im Wert von 10.000 Dollar angenommen zu haben. Die nachfolgende Strafuntersuchung verursachte einen Medienrummel, mit der Liveübertragung einer Durchsuchung von Clarks Haus durch die Royal Canadian Mounted Police als unrühmlichen Höhepunkt. Am 29. August 2002 sprach ihn das Oberste Gericht von British Columbia mangels Beweisen von allen Anklagepunkten frei.
Seit seinem Rückzug aus der Politik ist Clark beim Medienunternehmen Jim Pattison Group in verschiedenen leitenden Funktionen tätig.